# Albert Lutuli
Albert Lutuli (ofta även stavat Luthuli), född 1898 i Bulawayo i Sydrhodesia, död 21 juli 1967 i Stanger (nuvarande KwaDukuza) i KwaZulu-Natal, var en sydafrikansk lärare och politiker inom ANC som 1960 mottog Nobels fredspris för sin kamp mot apartheid.

## Biografi
Lutuli utbildade sig vid Adams College utanför Durban, där han senare arbetade som lärare till dess att han 1935 valdes till zuluernas ledare i Groutville i Natal. 1946 blev han medlem av den afrikanska nationalkongressen, ANC, och 1952 blev han dess president. Samma år förstärkte ANC sina aktioner mot apartheidpolitiken, och regeringen fråntog av detta skäl Lutuli hövdingaämbetet.
I protest mot att 67 afrikaner sköts av polisen under en demonstration 1960, manade Lutuli till generalstrejk. Aktionen ledde till att regeringen förklarade undantagstillstånd, lät arrestera Lutuli och förbjöd alla frihetsrörelser, däribland ANC. Lutuli gjorde sig till talesman för icke-våldsamma motståndsaktioner och kritiserades starkt av många afrikaner för att vara överdrivet moderat, men hans icke-våldsmetod belönades 1960 med Nobels fredspris. Ända till sin död utestängdes han från politiskt arbete genom myndigheternas "bannlysning" och förbjöds att resa utanför hemorten.
Hans självbiografi, Let My People Go, kom ut 1962.